# Держинська Ксенія Георгіївна

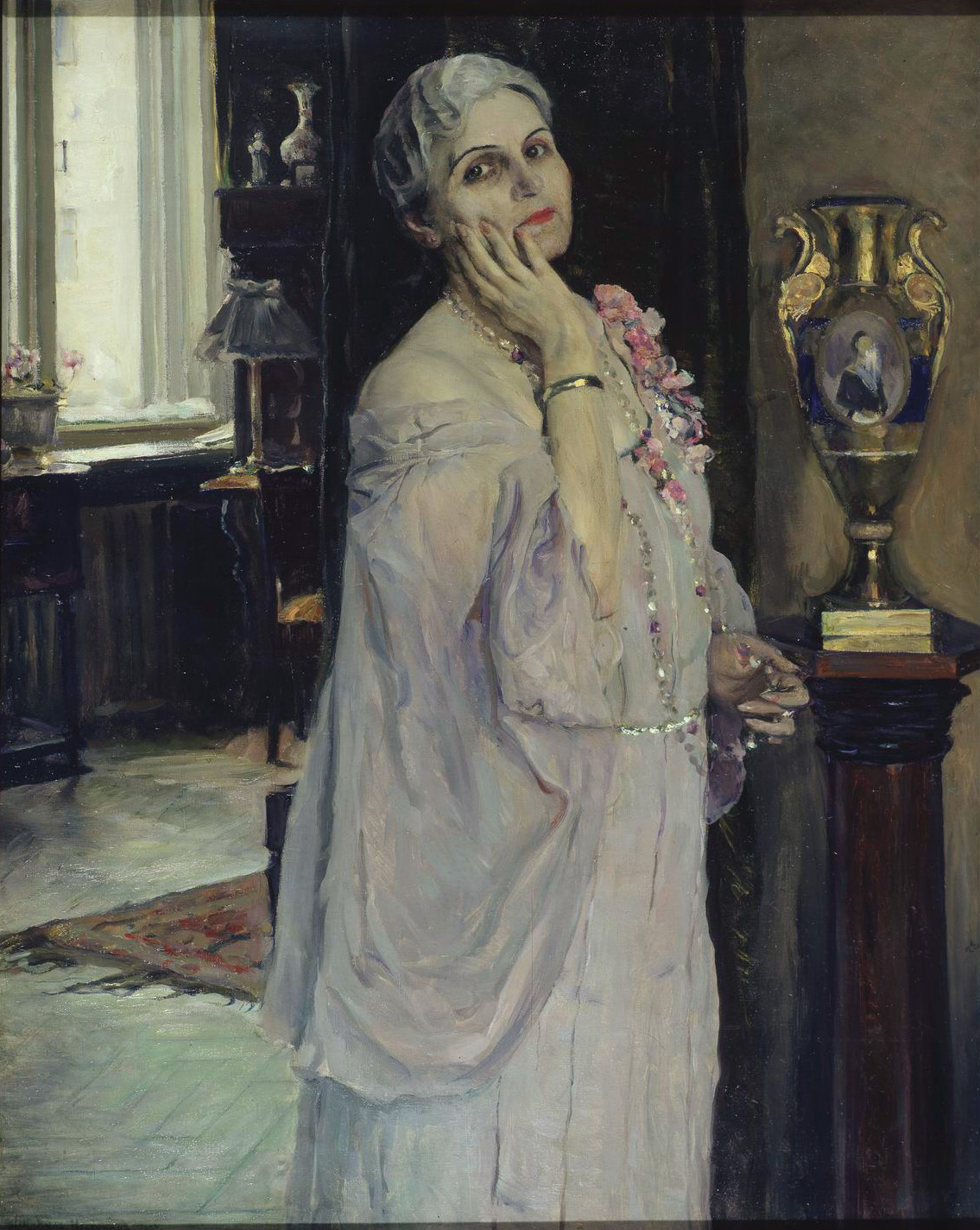
Ксенія Держинська, портрет роботи М. Нестерова, Третьяковська галерея

Ксе́нія Гео́ргіївна Держи́нська (6 лютого 1889 — 9 червня 1951) — радянська оперна співачка (сопрано), Народна артистка СРСР (1937), двоюрідна сестра композитора Миколи Вілінського та музикознавця — Олександра Оссовського
Народилася у Києві в сім'ї спадкових київських дворян. Батько — Держинський Георгій Георгійович був викладачем математики. Мати — Черкунова Марія Никифорівна походила з роду Залізняків (бабуся Ксенії Держинської, Миколи Вілінського та Олександра Оссовського — Олександра Максимівна Залізняк). Навчалася у Фундуклеївській гімназії. Велику роль у становленні її музичної кар'єри зіграв С. В. Рахманінов, який високо оцінив її здібності.
Училася в Києві й в Петербурзі, в 1913–1915 співала в московському оперному театрі «Народний дім», якийсь час удосконалювалася в Берліні. В 1915 була прийнята в трупу Великого театру, де працювала до 1948.
Великий вплив на формування творчої особистості Держинської зробили режисер К. С. Станіславський, а також диригент Вацлав Сук, під орудою якого Держинська проспівала партії Лізи («Пікова дама» П. І. Чайковського), Настасію («Чародійка»), Февронію («Кітеж» Римського-Корсакова) та інші. Одна із провідних оперних співачок свого часу, Держинська мала широкий діапазон, силою й красою тембру голосу, володіла драматичною майстерність. В 1948–1951 була професором класу вокалу в Московській консерваторії.
Померла в Москві, похована на Новодівочому цвинтарі.